# Course aérienne Oakland-Hawaii 1927

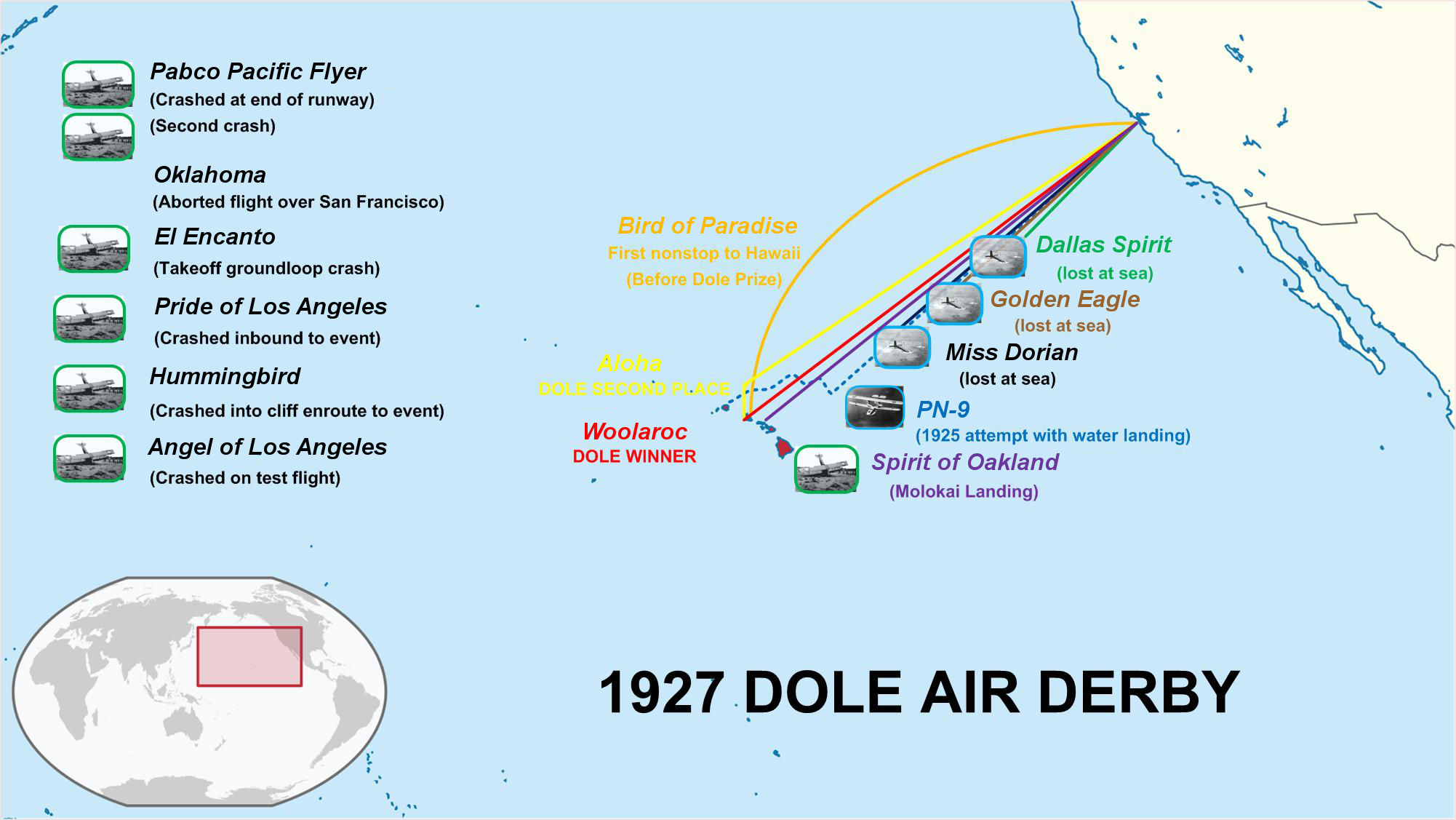
Parcours des concurrents (le Miss Doran est mal orthographié).

La course aérienne Oakland-Hawaii (également connue sous le nom du Trophée Dole ou Dole Derby) est l'une des plus importantes courses aériennes de l'entre-deux-guerres. Elle s'est tenue en août 1927. L'objectif était de rejoindre le territoire d'Hawaï en partant de la ville d'Oakland en Californie, et en traversant l'océan Pacifique.
L'épreuve est restée célèbre par le destin tragique de la majorité de ses participants. Sur les 15 (ou 18) avions engagés (onze ont été certifiés pour la compétition), trois se sont écrasés avant le début de l'épreuve, entraînant trois morts. Sur les huit participants à la course, deux équipages disparaissent pendant la course. Un troisième avion, obligé de faire demi-tour pour des réparations, a repris son vol pour rechercher les disparus et a également disparu. Au total, la course a fait dix morts et six avions ont été détruits. Seulement deux des huit avions ont atterri avec succès à Hawaii.

## Le Prix Dole

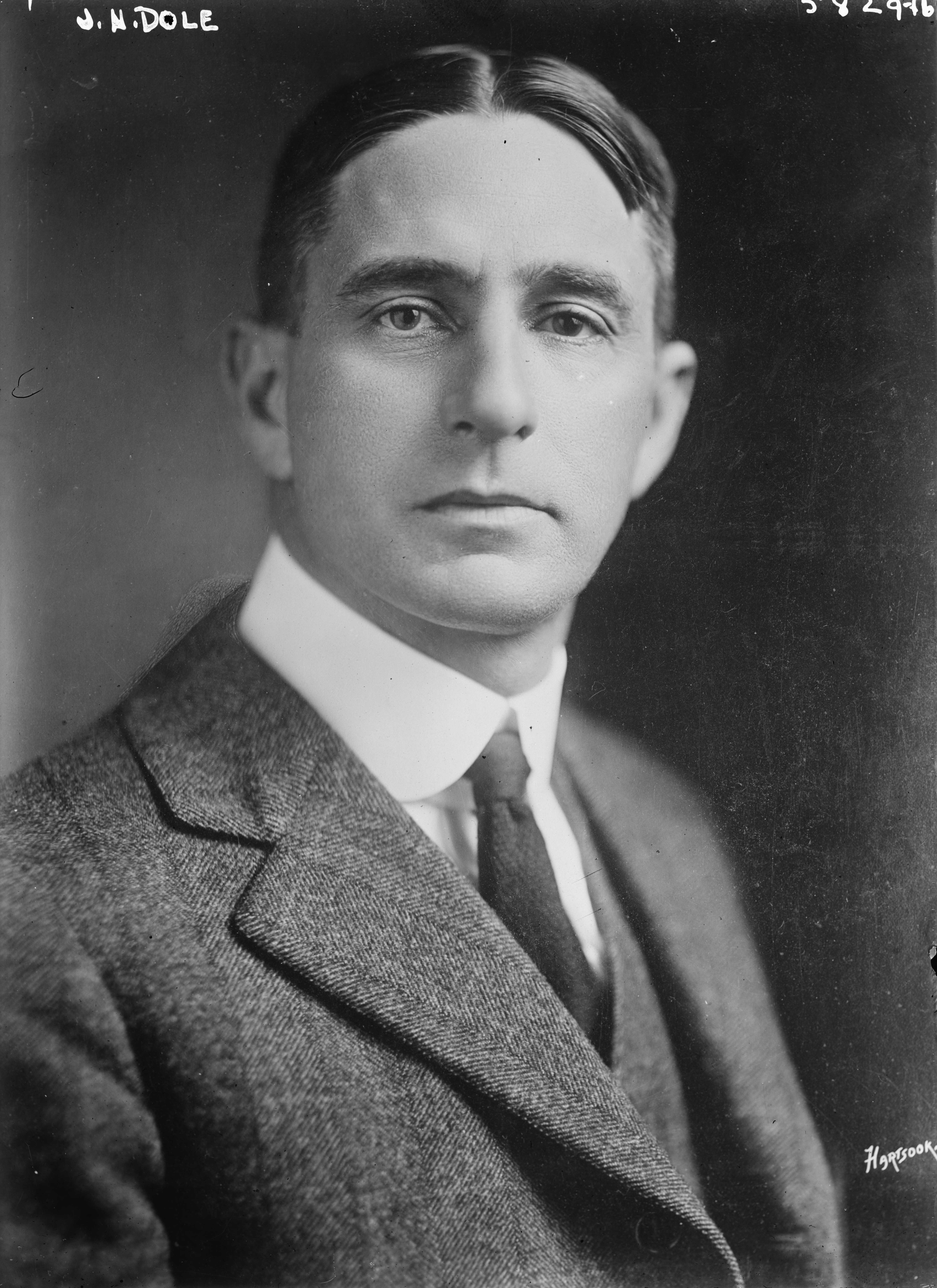
James Dole.

Inspiré par le succès du vol transatlantique de Charles Lindbergh en 1927, James Dole, magnat de l'ananas à Hawaii, offre un prix de 25 000 $ au premier avion à voilure fixe à parcourir les 3 870 kilomètres d'Oakland à Honolulu, et 10 000 $ pour la deuxième place.

### Avant-course
Deux jours après le tirage au sort, les officiers de US Navy, George W.D. Covell et R.S. Waggener, effectuent le trajet San Diego à Oakland à bord d'un Tremaine Humming Bird Spirit of John Rodgers. Ils s'écrasent près de Point Loma et décèdent lors du crash. Le lendemain, le pilote britannique Arthur V. Rogers effectue un vol d'essai à bord du bimoteur Angel of Los Angeles près de Montebello. Sur le point d'atterrir, l'appareil piqua du nez subitement avant de s'écraser, tuant son pilote.
Le 11 août, J. L. Giffin et Theodore S. Lundgren, à bord d'un triplan CF-10 international le Pride of Los Angeles, s'écrasent dans la baie de San Francisco, mais en ressortent sans blessure.

## Participants
Au départ de la course le 16 août, huit avions se sont présentés :
- Pabco Flyer, monoplan Breese-Wilde, NX646, piloté par Livingston Gilson Irving
- Woolaroc, un Travel Air 5000 modifié, NX869, piloté par Arthur C. Goebel, avec William V. Davis Jr comme navigateur
- Oklahoma, un Travel Air 5000, NX911, piloté par Bennett Griffin, avec Al Henley comme navigateur
- Aloha, monoplan Breese-Wilde 5, NX914, piloté par Martin Jensen, avec Paul Schluter comme navigateur
- El Encanto, un Goddard Special (monoplan en métal), NX5074, piloté par Norman A. Goddard et Kenneth C. Hawkins
- Golden Eagle, prototype du Lockheed Vega 1, NX913, piloté par Jack Frost, avec Gordon Scott comme navigateur
- Miss Doran, un Buhl Airsedan, NC2915, pilotée par Auggy Pedlar, avec Vilas R. Knope et Mildred Doran comme navigateurs
- Dallas Spirit, un Swallow Monoplane, NX941, piloté par William Portwood Erwin, avec Alvin Eichwaldt comme navigateur

## La course
Le départ des quinze concurrents attira une foule estimée entre 75 000 et 100 000 personnes. Selon les prévisions météorologiques, beaucoup de brouillard au décollage et d’averses étaient prévus le long de la route.
Plusieurs problèmes ont touché les concurrents. L’Oklahoma a décollé juste avant 11 heures. L'équipage a interrompu son vol au-dessus de San Francisco à la suite d'une surchauffe moteur. L’El Encanto n'a pas réussi à quitter la piste lors du décollage et s'est écrasé. Le Pabco Flyer a décollé normalement, puis s'est écrasé 2 km plus loin. Toutefois aucun membre de l'équipage n'a été blessé. 
Le Golden Eagle, l’Aloha et le Woolaroc décollent sans incident. Le Miss Doran a fait demi-tour moins de dix minutes après son décollage pour un problème moteur, à la seconde tentative l'avion réussit à partir. Le Dallas Spirit atterrit à Oakland après une déchirure au niveau du fuselage. Le Pabco Flyer retente mais s'écrase une deuxième fois.

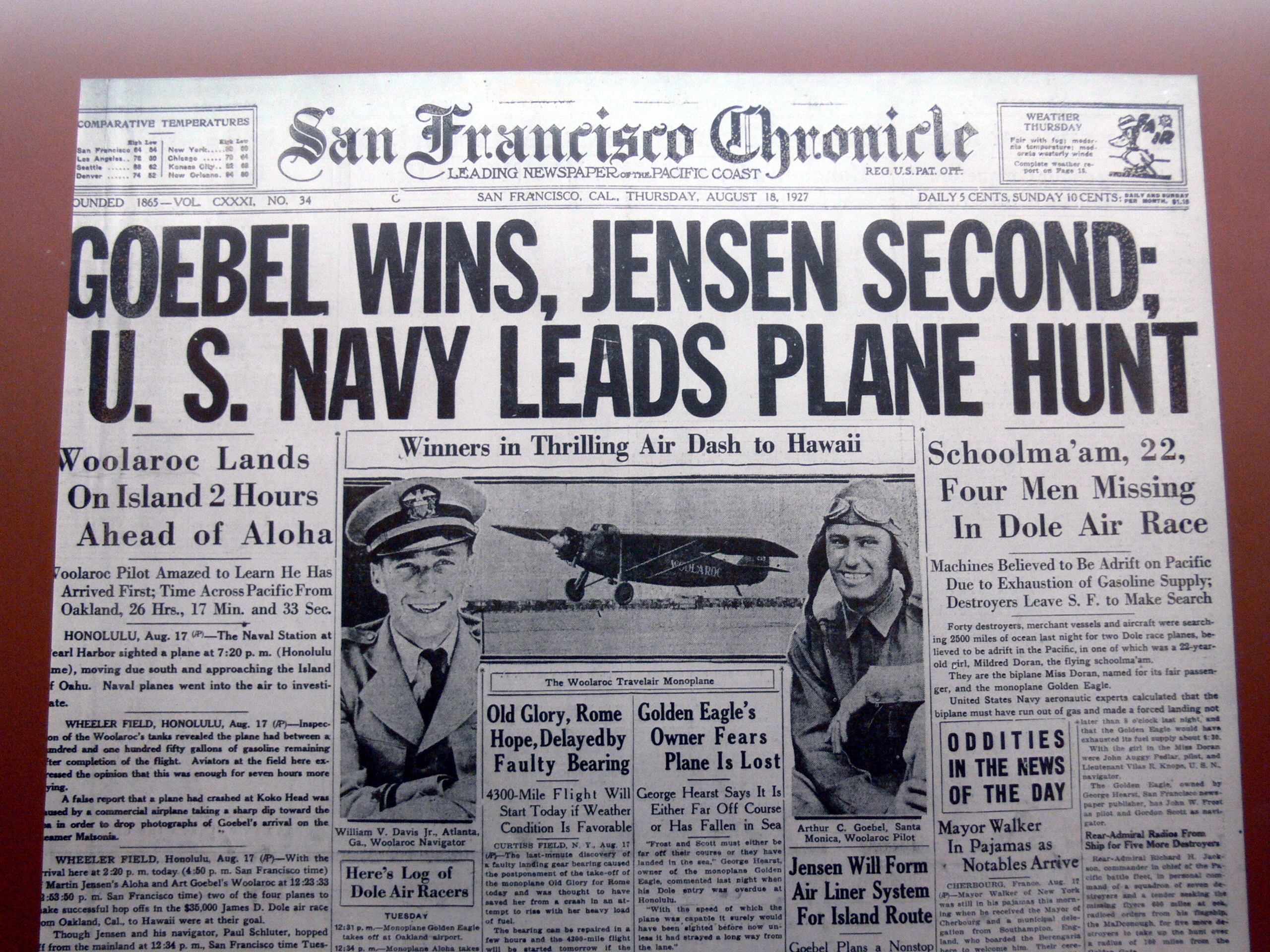
Une du San Francisco Chronicle, le 18 août 1927.

Le Woolaroc prit une trajectoire circulaire, volant entre 4 000 et 6 000 pieds d'altitude. Le navigateur Davis a utilisé des sextants et des fumigènes pour calculer le cap et la dérive des vents. Arrivés premiers, ils sont accueillis à Hawaii et escortés par un Boeing PW-9 en provenance de Wheeler Field. Goebel et Davis remportent la course en 26 heures et 17 minutes et remportent le premier prix de 25 000 $ US. L’Aloha de Jensen et Schluter est arrivé après 28 heures et 16 minutes, remportant le second prix de 10 000 dollars US . Sur ses 10 000 dollars de gains, le pilote Jensen n'a donné que 25 dollars à son navigateur Schulter. 
Le Golden Eagle et le Miss Doran disparurent durant leur vol. Trois sous-marins, le USS R-8, le USS S-42 et le USS S-46 furent affrété pour leur recherche. Après avoir réparé le Dallas Spirit, Erwin et Eichwaldt ont rejoint les recherches, quittant Oakland dans le but de suivre le parcours des avions disparus jusqu'à Honolulu. Le dernier message radio était qu'ils étaient victimes d'une perte de contrôle et l'avion descendait en vrille. Il ne fut jamais retrouvé. Dans les jours qui ont suivi la course, les propriétaires disqualifiés de l’Air King ont accusé les officiels de la course de ne pas avoir disqualifié le Golden Eagle, car il ne disposait que d’une capacité de carburant de 350 gallons à son départ. 
Le principal sponsor de la course, le révérend Charles Dole (en) (le père de James Dole) décéda quelques mois plus tard le 27 novembre 1927.
Goebel et Davis effectuent le voyage de retour sur un paquebot de la Matson Navigation. Un défilé impromptu fut organisé à San Francisco. Le Woolaroc est exposé au musée Woolaroc à Oklahoma.

## Classement
| Pos | Appareil             | Nom                    | Pilote                   | Navigateur                   | Temps                                                            |
| --- | -------------------- | ---------------------- | ------------------------ | ---------------------------- | ---------------------------------------------------------------- |
| 1   | Travel Air 5000      | Woolaroc               | Arthur C. Goebel         | William V. Davis Jr          | 26 h et 17 min                                                   |
| 2   | Breese-Wilde         | Aloha                  | Martin Jensen            | Paul Schluter                | 28 h et 16 min                                                   |
|     | Buhl Airsedan        | Miss Doran             | Auggy Pedlar             | Vilas R. Knope Mildred Doran | Disparu lors du survol de l'océan Pacifique (†)                  |
|     | Lockheed Vega 1      | Golden Eagle           | Jack Frost               | Gordon Scott                 | Disparu lors du survol de l'océan Pacifique (†)                  |
|     | Swallow Monoplane    | Dallas Spirit          | William Erwin (en)       | Alvin Eichwaldt              | Arrêt à Oakland, disparu lors du survol de l'océan Pacifique (†) |
|     | Travel Air 5000      | Oklahoma               | Bennett Griffin          | Al Henley                    | Problème moteur, arrêt à San Francisco                           |
|     | Goddard Special      | El Encanto             | Norman A. Goddard        | Kenneth C. Hawkins           | S'écrase au décollage                                            |
|     | Breese-Wilde         | Pabco Flyer            | Livingston Gilson Irving |                              | S'écrase au décollage                                            |
| Np  | Tremaine Hummingbird | Spirit of John Rodgers | George W. D. Covell      | R. S. Waggener               | S'écrase avant d'arriver à Oakland (†)                           |
| Np  | International CF-10  | Pride of Los Angeles   | J. L. Giffin             | Theodore S. Lundgren         | S'écrase avant d'arriver à Oakland                               |
| Np  |                      | Angel of Los Angeles   | Arthur V. Rogers         |                              | S'écrase lors d'un test à Montebello (†)                         |